# Syphacia obvelata
Syphacia obvelata är en rundmaskart som först beskrevs av Rudolphi 1802.  Syphacia obvelata ingår i släktet Syphacia och familjen Oxyuridae. Arten är reproducerande i Sverige. Inga underarter finns listade i Catalogue of Life.